# NGC 759
NGC 759 је елиптична галаксија у сазвежђу Андромеда која се налази на NGC листи објеката дубоког неба.
Деклинација објекта је + 36° 20' 35" а ректасцензија 1h 57m 50,3s. Привидна величина (магнитуда) објекта NGC 759 износи 12,8 а фотографска магнитуда 13,8. NGC 759 је још познат и под ознакама UGC 1440, MCG 6-5-67, CGCG 522-87, IRAS 01548+3605, PGC 7397.